# Хагнер, Вивиана
Вивиана Хагнер (нем. Viviane Hagner, 1977, Мюнхен) — немецкая скрипачка.

## Биография
Отец — немец, мать — кореянка. В 12 лет дебютировала на международной сцене, через год играла в Тель-Авиве с Берлинским и Израильским филармоническими оркестрами под руководством Зубина Меты. С тех пор активно концертирует на крупнейших сценах мира, выступала в различных странах Европы, США, Канаде, Японии.

## Творческое сотрудничество
Её партнерами были Йо-Йо Ма, Стивен Ковачевич, Стивен Иссерлис, Юрий Башмет, Юлия Фишер. Несколько раз она выступала и записывалась с сестрой, пианисткой Николь Хагнер.
Среди оркестров, с которыми выступала Вивиана Хагнер, — Немецкий симфонический оркестр Берлина, Берлинский филармонический оркестр, Берлинская государственная капелла, Баварский государственный оркестр, Симфонический оркестр Северогерманского радио, Мюнхенский филармонический оркестр, Симфонический оркестр Кёльнского радио, Лейпцигский оркестр Гевандхауса, Венский камерный оркестр, цюрихский Оркестр Тонхалле, Королевский филармонический оркестр Великобритании, Симфонический оркестр Би-би-си, Лондонская Филармония, Чешский филармонический оркестр, Гаагский филармонический оркестр, Королевский филармонический оркестр Фландрии, Гётеборгский симфонический оркестр, Нью-Йоркский филармонический оркестр, Бостонский симфонический оркестр, Симфонический оркестр Цинциннати, Чикагский симфонический оркестр, Питтсбургский симфонический оркестр, Монреальский симфонический оркестр и др.
Она играла под руководством таких дирижёров, как Клаудио Аббадо, Владимир Ашкенази, Даниэль Баренбойм, Александр Бригер, Семён Бычков, Хью Вольф, Шарль Дютуа, Яков Крейцберг, Лорин Маазель, Зубин Мета, Кент Нагано, Джонатан Нотт, Пинхас Цукерман, Рикардо Шайи, Кристоф Эшенбах, Марек Яновский.

## Репертуар
Хаген играет значительную часть мирового скрипичного репертуара в широких хронологических и стилевых рамках — от Баха и Вивальди до Чин Ынсук и Маттиаса Пинчера.

## Признание
Американская премия Young Concert Artists (2000).